# Гонсалвеш Фильо, Жуан
Жуан Гонсалвеш Фильо (порт. João Gonçalves Filho, 7 декабря 1934 — 27 июня 2010) — бразильский пловец и ватерполист, участник пяти Олимпийских игр.

## Карьера
Спортивную карьеру Гонсалвеш Фильо начал в качестве пловца. В составе бразильской эстафеты 4×200 выиграл серебро Панамериканских игр 1951 года. Год спустя в семнадцатилетнем возрасте выступил на Олимпиаде в Хельсинки, где участвовал в двух видах плавательной программы. В составе эстафеты остановился на рубеже первого круга, а в плавании на спине на дистанции 100 метров вышел в полуфинал, где занял в заплыве шестое место и завершил выступления.
На Олимпиаде в Мельбурне выступал только на стометровке на спине, но не смог преодолеть первый раунд, после чего завершил активную плавательную карьеру и перешёл в водное поло.
В новом для себя виде Гонсалвеш Фильо выиграл бронзу Панамериканских игр-1959. На римской Олимпиаде сыграл во всех трёх матчах и в каждом из них забрасывал голы (причём в играх с аргентинцами и сборной СССР он делал дубли).
В 1963 году вместе с бразильской ватерпольной командой выиграл золото домашних Панамериканских игр. Несмотря на это в Токио бразильцы выступили неудачно, проиграв все три игры, а Гонсалвеш Фильо не отмечался голами.
На пятой и последней для себя Олимпиаде бразильский ватерполист был знаменосцем сборной на церемонии открытия, а также принял участие во всех восьми матчах сборной и отметился двумя голами в ворота американцев и сборной ФРГ.
После завершения спортивной карьеры работал тренером по дзюдо. На Олимпиадах 1992 и 1996 годов был главным тренером сборной Бразилии по этому виду спорта.
Скончался в 2010 году в возрасте 75 лет.